# Gabriela Kopáčová
Gabriela Kopáčová (* 24. června 1998) je česká volejbalistka na pozici diagonál.

## Týmové úspěchy
- 2024-2025 -   Bundesliga - Mistři 1. místo
- 2024-2025 - AustrianVolleyCup 1.misto
- 2014–2021 – Česká volejbalová extraliga žen
- 2013 – Mevza
- 2014–2015 – CEV Cup
- 2015–2019 – European Championships
- 2015 – World Championships
- 2016–2017 – Challenge Cup
- 2015 – World Grand Prix Peru
- 2016–2019 – Czech Cup
- 2019 – European Golden League